# Фонтне сир Ер
Фонтне сир Ер (фр. Fontenay-sur-Eure) насеље је и општина у централној Француској у региону Центар (регион), у департману Ер и Лоар која припада префектури Шартр.
По подацима из 2011. године у општини је живело 839 становника, а густина насељености је износила 60,8 становника/km². Општина се простире на површини од 13,8 km². Налази се на средњој надморској висини од 22 метара (максималној 161 m, а минималној 135 m).

## Демографија
| 1962. | 1968. | 1975. | 1982. | 1990. | 1999. | 2011. |
| ----- | ----- | ----- | ----- | ----- | ----- | ----- |
| 330   | 364   | 495   | 571   | 669   | 708   | 839   |

График промене броја становника у току последњих година